# Клермонт (Індіана)
Клермонт (англ. Clermont) — місто (англ. town) в США, в окрузі Меріон штату Індіана. Населення — 1384 особи (2020).

## Географія
Клермонт розташований за координатами 39°49′0″ пн. ш. 86°19′14″ зх. д. / 39.81667° пн. ш. 86.32056° зх. д. (39.816553, -86.320647).  За даними Бюро перепису населення США в 2010 році місто мало площу 1,74 км², уся площа — суходіл.

## Демографія
Згідно з переписом 2010 року, у місті мешкало 1356 осіб у 579 домогосподарствах у складі 385 родин. Густота населення становила 779 осіб/км².  Було 618 помешкань (355/км²).
Расовий склад населення:
| - 92,1 % — білих - 4,2 % — чорних або афроамериканців - 0,7 % — азіатів - 0,2 % — корінних американців |

До двох чи більше рас належало 2,6 %. Частка іспаномовних становила 2,5 % від усіх жителів.
За віковим діапазоном населення розподілялося таким чином: 21,1 % — особи молодші 18 років, 63,8 % — особи у віці 18—64 років, 15,1 % — особи у віці 65 років та старші. Медіана віку мешканця становила 45,0 року. На 100 осіб жіночої статі у місті припадало 96,8 чоловіків;  на 100 жінок у віці від 18 років та старших — 91,4 чоловіків також старших 18 років.
Середній дохід на одне домашнє господарство  становив 69 795 доларів США (медіана — 58 846), а середній дохід на одну сім'ю — 71 172 долари (медіана — 59 519). Медіана доходів становила 49 844 долари для чоловіків та 41 786 доларів для жінок. За межею бідності перебувало 6,7 % осіб, у тому числі 12,1 % дітей у віці до 18 років та 4,0 % осіб у віці 65 років та старших.
Цивільне працевлаштоване населення становило 709 осіб. Основні галузі зайнятості: освіта, охорона здоров'я та соціальна допомога — 24,1 %, науковці, спеціалісти, менеджери — 12,3 %, роздрібна торгівля — 9,3 %, мистецтво, розваги та відпочинок — 7,8 %.